# Уцискув
Уцискув (пол. Ucisków) — село в Польщі, у гміні Новий Корчин Буського повіту Свентокшиського воєводства.
Населення — 114 осіб (2011).
У 1975-1998 роках село належало до Келецького воєводства.

## Демографія
Демографічна структура на день 31 березня 2011 року:
|          | Загалом | Допрацездатний вік | Працездатний вік | Постпрацездатний вік |
| -------- | ------- | ------------------ | ---------------- | -------------------- |
| Чоловіки | 54      | 12                 | 39               | 3                    |
| Жінки    | 60      | 11                 | 31               | 18                   |
| Разом    | 114     | 23                 | 70               | 21                   |